# Bowery to Broadway
Bowery to Broadway é um filme estadunidense dirigido por Charles Lamont e estrelado por Maria Montez, Jack Oakie e Susanna Foster. Foi lançado em 3 de novembro de 1944 pela Universal Pictures.

## Elenco
- Maria Montez ...Marina
- Jack Oakie ...Michael O'Rourke
- Susanna Foster ...Peggy Fleming Barrie
- Turhan Bey ...Ted Barrie
- Ann Blyth ...Bessie Jo Kirby
- Donald Cook ...Dennis Dugan
- Louise Allbritton ...Lillian Russell
- Frank McHugh ...Joe Kirby
- Rosemary DeCamp ...Bessie Kirby
- Leo Carrillo ...P.J. Fenton
- Andy Devine ...Padre Kelley
- Evelyn Ankers ...Bonnie Latour
- Thomas Gomez ...Tom Harvey
- Richard Lane ...Walter Rogers
- George Dolenz ...George Henshaw
- Mantan Moreland ...Alabam
- Ben Carter ...No-more
- Maude Eburne ...Mame Alda
- Robert Warwick ...Cliff Brown
- Donald O'Connor ...Número especial
- Peggy Ryan ...Número especial

## Números musicais
- "Under the Bamboo Tree"
- "Yip-I-Addy-I-Ay"
- "Wait Till the Sun Shines, Nelly"
- "My Song of Romance"
- "Montevideo"
- "He Took Her for a Sleighride in the Good Old Summertime" - com Donald O'Connor e Peggy Ryan
- "There'll Always Be a Moon" - cantado por Susanna Foster
- "Under the Bamboo Tree" - cantado por Louise Allbritton como Lillian Russell